# ۱۳۱۵ (خورشیدی)
۱۳۱۵ هزار و سیصد و پانزدهمین سال هجری خورشیدی سالی عادی است.

## زادروزها
- ۲ فروردین - امین الله رضایی، پدر نقاشی سوررئال ،شاعر و نویسنده
- ۱۴ فروردین - نادر ابراهیمی، داستان‌نویس (درگذشت ۱۳۸۷)
- ۲۹ فروردین - مازیار بازیاران، دوبلور (درگذشت ۱۴۰۲)
- ۲ خرداد - رضا بیک ایمانوردی، بازیگر و ورزشکار (درگذشت ۱۳۸۲)
- ۲۵ خرداد - مهری ودادیان، بازیگر
- ۱۵ مرداد - فیروز بهجت محمدی، بازیگر
- ۴ شهریور - مرتضی ممیز، طراح گرافیک
- ۱۱ شهریور - ایران درودی، نقاش
- ۲۵ شهریور - مهین شهابی، بازیگر
- ۱ مهر - منوچهر دوایی، پزشک و عضو فرهنگستان علوم پزشکی
- ۱۵ مهر - فریدون فرخزاد، شومن، خواننده و فعال سیاسی (درگذشت ۱۳۷۱)
- ۲۷ آبان - طاهره صفارزاده،شاعر،نویسنده و مترجم
- ۱۰ آذر - نادر گلچین، خواننده آواز سنتی
- ۱۳ آذر - واروژان، آهنگ‌ساز و تنظیم‌کننده ارمنی‌تبار
- ۱۵ دی - بهرام صادقی، نویسنده
- ۱۶ دی - سعید پیردوست، بازیگر
- ۱۳ اسفند - احمد گلشیری، مترجم
- ۱۵ اسفند - حسن حبیبی، حقوقدان و سیاستمدار
- اسفند - روشن راوی، شاعر
- حمید دیرین، خوش نویس، پایه‌گذار و نخستین رئیس انجمن خوش نویسان استان فارس
- ژانت میخائیلی، تصویرگر و هنرمند
- محمد مجتهد شبستری، اندیشمند، قرآن‌شناس و استاد دانشگاه

## درگذشت‌ها
- ۲۰ بهمن - علی‌اکبر داور، از رجال سیاسی دورهٔ رضاشاه (زاده ۱۲۴۶)
- طوبی آزموده، از پیشگامان جنبش زنان در ایران (زاده ۱۲۵۷)
- عبدالکریم حائری یزدی، مرجع تقلید شیعه و بنیان‌گذار حوزه علمیه قم
- شیخ خزعل کعبی، حاکم محمره خرمشهر

## ناپدیدها
- رحیم رضایی، آخرین ستاره شناس ایرانی